# Ein Satansbraten kommt selten allein
Ein Satansbraten kommt selten allein (Originaltitel: Problem Child 2) ist eine US-amerikanische Filmkomödie aus dem Jahr 1991 und eine Fortsetzung der Komödie So ein Satansbraten aus dem Jahr 1990. Regie führte Brian Levant; das Drehbuch schrieben Scott Alexander und Larry Karaszewski. Eine weitere Fortsetzung entstand 1995 mit Ein Satansbraten ist verliebt.

## Handlung
Ben Healy zieht mit seinem Adoptivsohn Junior von Cold River nach Mortville. Zahlreiche geschiedene Frauen haben Interesse an dem alleinstehenden Mann, jedoch sabotiert Junior deren Annäherungsversuche. Er will um jeden Preis verhindern, dass sich eine neue Frau zwischen ihn und seinen Vater stellt und die intakte Vater-Sohn-Beziehung gefährdet.
Junior und seine Mitschülerin Trixie Young, die einander nicht leiden können, konkurrieren zeitweise darum, wer mehr Probleme verursacht. Ben findet Gefallen an Trixies Mutter Annie, der Krankenschwester der Schule, die ebenfalls alleinerziehend ist, aufgrund ihrer schwierigen Tochter jedoch keine Beziehung zu einem Mann eingehen will. Wie sich später herausstellen wird, hat Trixie – genau wie Junior bei seinem Vater – potentiellen Liebhabern das Fürchten gelehrt.
Der vermögenden Lawanda Dunmore gelingt es schließlich, Bens Herz für sich zu gewinnen. Junior gegenüber zeigt sie in Bens Abwesenheit unverhohlen ihre Abneigung dem Jungen gegenüber und droht ihm, ihn als seine neue Stiefmutter ins Ausland abzuschieben. Trixie und Junior beenden ihre Feindschaft und setzen alles daran, die bevorstehende Hochzeit in letzter Minute zu verhindern und ihre Eltern miteinander zusammenzubringen.

## Kritiken
Janet Maslin schrieb in der New York Times vom 5. Juli 1991, ein „großes Geschäft“ sei die einzige Erklärung für diese Fortsetzung. Der Film sei „albern“, aber nicht „untauglich“; in der Besetzung gebe es einige gute Komödiendarsteller.

„Fortsetzung der rabenschwarzen Komödie "So ein Satansbraten" (1989), angelegt als grellbunter Comic Strip; die satirische Schärfe der Vorlage wird nicht erreicht, so daß sich der Film stattdessen in Geschmacklosigkeiten und Witzen auf Kosten von Minderheiten ergeht.“

## Auszeichnungen
Ivyann Schwan und Michael Oliver wurden für den Young Artist Award nominiert.

## Hintergründe
Der Film wurde in Orlando (Florida) gedreht. Er spielte in den Kinos der Vereinigten Staaten ca. 25,1 Millionen US-Dollar ein.